# Theodor Fritsch
Pour les articles homonymes, voir Fritsch.
Theodor Fritsch (Wiesenena, province de Saxe, 28 octobre 1852 - Gautzsch, aujourd'hui Markkleeberg en Saxe, 8 septembre 1933) est un écrivain, éditeur et homme politique allemand antisémite persuadé de la supériorité de la race et du peuple allemand. Il écrit sous les pseudonymes de Thomas Frey, Fritz Thor et Ferdinand Roderich-Stoltheim.

## Biographie
Fritsch effectue ses études d'ingénierie à l'Institut technique de Berlin. Il dirige un bureau d'études de moulins et est directeur de la publication d'une revue spécialisée pour meuniers depuis 1880. Disciple de Wilhelm Marr (à qui on doit la création du terme « antisémitisme »), il publie en 1887 le Antisemiten-Katechismus (« Catéchisme des antisémites »). Cette œuvre connait 49 éditions, toujours actualisée, avec un tirage de 330 000 exemplaires en tout jusqu'à 1944 (continué par Ludwig Franz Gengler (de) après le mort de Fritsch).
Nietzsche écrit en 1887 à son propos : « Il y a quelque temps, un certain Theodor Fritsch de Leipzig m'a écrit. En Allemagne, il n'existe pas d'engeance plus impudente et crétine que ces antisémites. Je lui ai adressé, en signe de remerciement, un beau coup de pied en forme de lettre. Cette canaille ose prononcer le nom de Zarathoustra. Immonde ! Immonde ! Immonde ! »
Theodor Fritsch est en 1889 un des fondateurs du Parti social allemand et se porte candidat (sans succès) aux élections législatives allemandes de 1890 dans la circonscription de Leipzig. Il est exclu du parti en 1893 et abandonne la politique pour se consacrer aux associations et au journalisme. Il est membre du Deutschbund (Ligue allemande) depuis 1895. En 1902, il fonde sa propre maison d'édition à Leipzig, nommée Hammer-Verlag (« édition marteau ») et spécialisée dans la littérature antisémite. Der Hammer (« le marteau ») est aussi le nom d'un revue antisémite que Fritsch publie. Il est le premier traducteur allemand des Protocoles des Sages de Sion, un faux document rédigé par Mathieu Golovinski à des fins antisémites.
Fritsch fonde en 1912 une société secrète ultranationaliste et antisémite, du nom de Germanenorden (« ordre des Germains »), qui exerce une influence déterminante sur les vues religieuses d'Adolf Hitler. Sous la République de Weimar il est membre du Deutschvölkischer Schutz- und Trutzbund et du Parti populaire allemand de la liberté (DVFP) d'extrême droite. Candidat du Parti national-socialiste de la liberté (NSFP) – alliance de son DVFP avec le Parti nazi de Hitler – il est élu au Reichstag en mai 1924, jusqu'à la nouvelle élection en décembre de la même année.
Après le succès des nazis aux élections législatives de 1930, Hitler écrit une lettre à Fritsch louant son œuvre principale comme « déterminante pour le mouvement antisémite ». En contrepartie, Fritsch appelle à voter pour Hitler à l'élection présidentielle de 1932. Fritsch meurt en septembre 1933, quelques mois après la Machtergreifung des nazis. À son enterrement assistent plusieurs nazis de haut rang qui le vénéraient comme « maître incontesté » du mouvement völkisch. Plusieurs villes honorèrent Fritsch en nommant des rues à son nom. À Berlin-Zehlendorf un monument à Fritsch fut inauguré en 1935.

## Publications
- (de) Antisemiten-Katechismus, Herrmann Beyer Verlag, 1887.
- (de) Leuchtkugeln, Alldeutsch-antisemitische Kernsprüche, Herrmann Beyer Verlag.
- (de) Mißstände in Handel und Gewerbe, Herrmann Beyer Verlag.
- (de) Der Sieg der Sozialdemokratie als Frucht des Kartells, Herrmann Beyer Verlag.
- (de) Verteidigungsschrift gegen die Anklage wegen groben Unfugs, verübt durch Verbreitung antisemitischer Flugblätter, Herrmann Beyer Verlag.
- (de) Wem kommt das Kartell zu gute, Herrmann Beyer Verlag.
- (de) Zur Abwehr und Aufklärung, Herrmann Beyer Verlag 1891.
- (de) (sous le pseudonyme de Thomas Frey), Thatsachen zur Judenfrage, das ABC der Antisemiten (éd. augmentée), Herrmann Beyer Verlag.
- (de) (sous le pseudonyme de Thomas Frey), Zur Bekämfung 2000jähriger Irrtümer, Herrmann Beyer Verlag.
- (de) Das Abc der sozialen Frage, Leipzig, Fritsch, "Kleine Aufklärungs-Schriften, no 1", 1892.
- (de) Die Juden in Russland, Polen, Ungarn usw, Leipzig, Fritsch, "Kleine Aufklärungs-Schriften, no 7", 1892.
- (de) Statistik des Judenthums, Leipzig, Fritsch, "Kleine Aufklärungs-Schriften, no 10-11", 1892.
- (de) Halb-Antisemiten. Ein Wort zur Klärung, Leipzig, Beyer 1893.
- (de) Zwei Grundübel: Boden-Wucher und Börse. Eine gemeinverständliche Darstellung des brennendsten Zeitfragen, Leipzig, Beyer, 1894.
- (de) Die Stadt der Zukunft, Leipzig, Fritsch, 1896.
- (de) Mein Beweis-Material gegen Jahwe, Leipzig, Hammer Verlag, 1911.
- (de) (sous le pseudonyme de Roderich-Stoltheim), Die Juden im Handel und das Geheimnis ihres Erfolges, avec en annexe une postface tirée de l'ouvrage de Werner Sombart, Die Juden und das Wirtschaftsleben, Steglitz, Hobbing 1913.
- (de) (sous le pseudonyme Ferdinand Roderich-Stoltheim), Anti-Rathenau, Leipzig, Hammer Verlag, "Hammer-Schriften, no 15", 1918.
- (de) (sous le pseudonyme de F. Roderich-Stoltheim), Einstein's Truglehre. Allgemein-verständlich dargestellt und widerlegt, Leipzig, Hammer Verlag, "Hammer-Schriften, no 29", 1921.
- (de) Die wahre Natur des Judentums, Leipzig, Hammer Verlag, 1926.
- Handbuch der Judenfrage, Leipzig, Hammer Verlag, 1943